# ブレカン
ブレカン （Bléquin）は、フランス、オー＝ド＝フランス地域圏、パ＝ド＝カレー県のコミューン。

## 地理
アー川の支流ブレカン川の水源がある。

## 歴史
1206年にはBelkin、1793年にはBlequinであった。フラマン語ではBelkenである。

## 人口統計
| 1962年 | 1968年 | 1975年 | 1982年 | 1990年 | 1999年 | 2006年 | 2011年 |
| ------ | ------ | ------ | ------ | ------ | ------ | ------ | ------ |
| 429    | 471    | 395    | 363    | 368    | 339    | 338    | 459    |

参照元:1999年までEHESS、2004年以降INSEE